# Sentier Mercure
Le sentier Mercure ou sentier de la Providence, est un sentier de randonnée de l'île de La Réunion, département d'outre-mer français du sud-ouest de l'océan Indien. 
Il permet de relier le centre ville de Saint-Denis, depuis le quartier de La Providence, avec les hauts de la commune (Le Brûlé).
Très populaire, c'est aussi le départ (ou l'arrivée) de la traversée de l'île par le Sentier de grande randonnée R2. Il permet ensuite, en poursuivant vers Mamode Camp et la plaine d'Affouches d'atteindre le sommet de la Roche Écrite ou, en suivant le GR R2 vers l'ouest, de rejoindre Dos d'Âne.
Une partie du sentier constitue le sentier botanique de La Providence.